# Miyahuaxochtzin
Miyahuaxochtzin bila je princeza Tiliuhcana i kraljica Tenochtitlána.

## Obitelj
Miyahuaxochtzin je bila kći kralja Tlacacuitlahuatzina i njegove supruge te sestra princeze Matlalxochtzin i kraljice Tlacochcuetzin.
Udala se za drugog aztečkog cara, Huitzilihuitla, te je bila majka princa zvanog Huehue Zaca.
Bila je baka kralja Huitzilatzina.
Njezin potomak Hernando Huehue Cetochtzin umro je u Hondurasu.